# 瓦茨拉夫·霍沃尔卡
瓦茨拉夫·霍沃尔卡（捷克語：Václav Hovorka，1931年9月19日—1996年10月14日），捷克男子足球运动员，司职前锋。他曾代表捷克斯洛伐克国家队参加1958年国际足联世界杯，结果队伍止步小组赛阶段。